# Haus aus Münchhausen

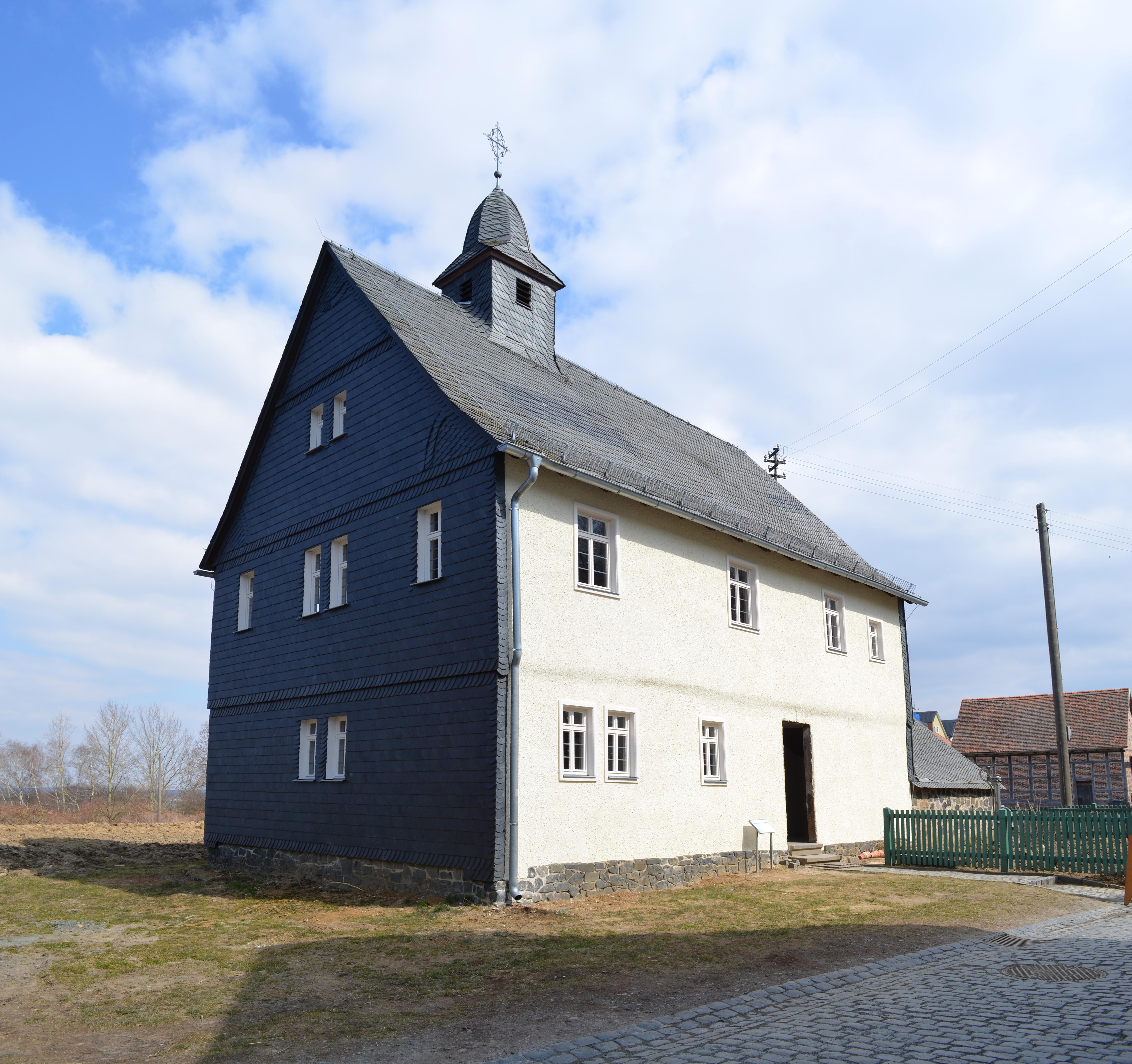
Haus aus Münchhausen

Das Haus aus Münchhausen ist ein denkmalgeschütztes Schulhaus aus Münchhausen (Driedorf), welches in den Hessenpark bei Neu-Anspach transloziert wurde.
Um 1720 wurde das Haus als Schule in Münchhausen erbaut. Es handelt sich um einen zweigeschossigen Fachwerkbau. Das Satteldach ist mit Schiefer gedeckt. Der achtseitige Dachreiter mit Schallluken und das Dachkreuz wurden im Hessenpark rekonstruiert.
Das Fachwerk ist repräsentativ gestaltet. Der Hessenpark zeigt das Haus jedoch verputzt. Dies entspricht dem Stand im Jahre 1900. 1906 wurde die neue Schule gebaut, die heute als Dorfgemeinschaftshaus genutzt wird, damit verlor das Haus seine ursprüngliche Funktion. 1980 wurde es abgerissen, um einer Straßenerweiterung Platz zu machen. Es wurde zerlegt und im Hessenpark wieder aufgebaut.
2005 musste das Haus wegen Sanierungsbedarf geschlossen werden. Nach umfangreichen Sanierungsarbeiten wurde das Haus 2013 wieder geöffnet und wird für Sonderausstellungen genutzt.
Das Haus bildet mit der gegenüberliegenden Schulscheune ein Beispiel für eine Schulhofreite um 1900.

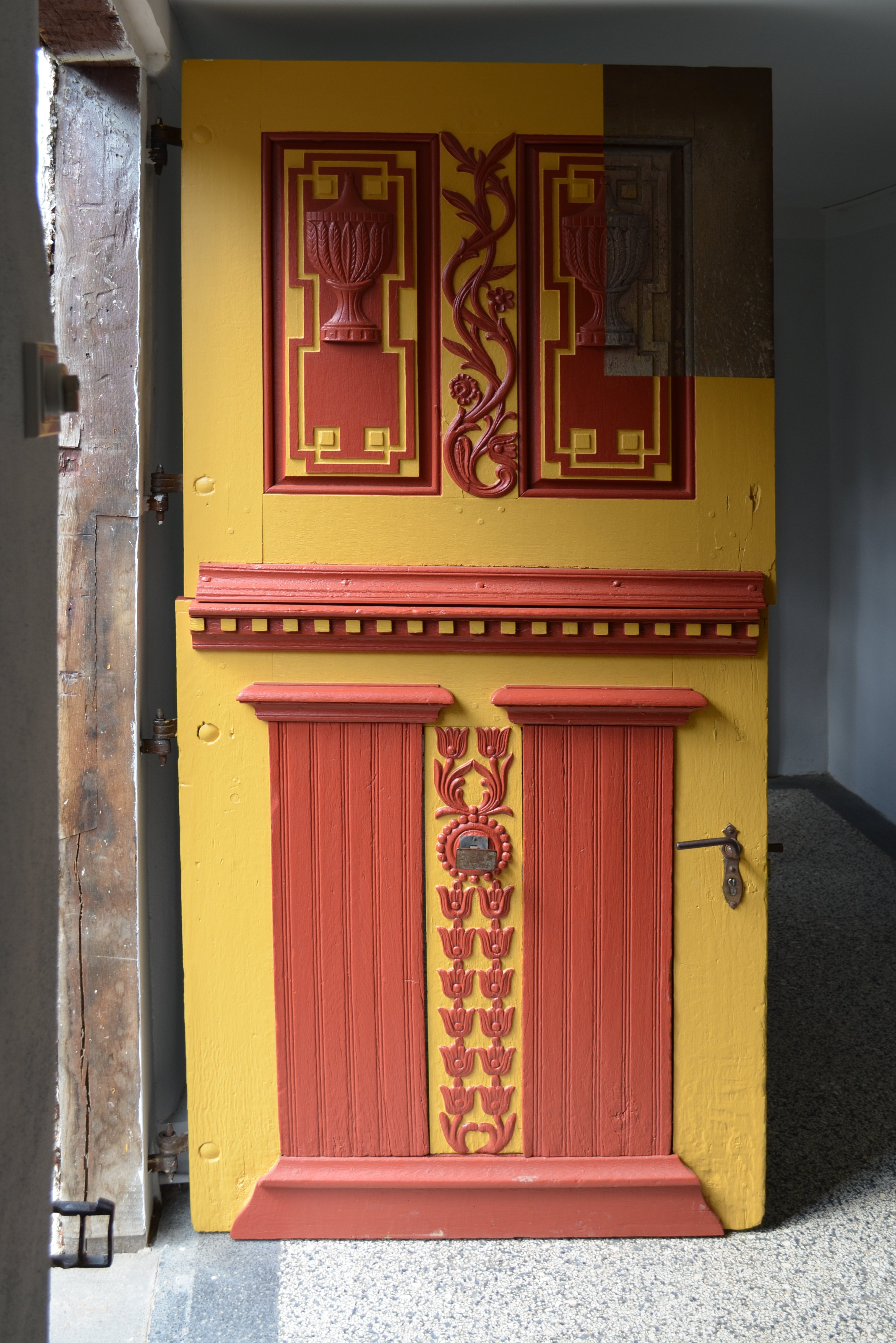
Eingangstür